# Manuel Puig
Manuel Puig, geboren als Juan Manuel Puig Delledonne, (General Villegas, 28 december 1932 – Cuernavaca, 22 juli 1990) was een Argentijns schrijver. Tot zijn bekendste werken behoren La traición de Rita Hayworth (1968) (Betrayed by Rita Hayworth), Boquitas pintadas (1969) Heartbreak Tango (Engelse vertaling), en El beso de la mujer araña (1976) (Kiss of the Spider Woman). Die laatste werd tevens verfilmd door Héctor Babenco.

## Biografie
Puig werd geboren in General Villegas, Buenos Aires. Hij studeerde architectuur aan de Universiteit van Buenos Aires, maar brak deze studie vroegtijdig af om te gaan werken als filmarchivist en –monteur. Hij kreeg een studiebeurs van het Italiaanse instituut van Buenos Aires om in Italië aan de slag te gaan. Puig wilde zelf graag scenarioschrijver worden voor televisieseries en films, maar deze carrière kwam nooit van de grond.
In de jaren 60 keerde hij terug naar Buenos Aires, waar hij zijn eerste grote roman schreef:
La traición de Rita Hayworth. Uit angst dat Argentinië spoedig getroffen zou worden door een rechts-politieke revolutie vertrok Puig in 1973 naar Mexico. Daar schreef hij bijna al zijn latere werken.
Puig woonde de rest van zijn leven in ballingschap. In 1989 verhuisde hij van Mexico Stad naar Cuernavaca. Hier stierf hij in 1990. In zijn biografie Manuel Puig and the Spider Woman: His Life and Fiction staat te lezen dat volgens zijn vriend Suzanne Jill Levine Puig al enkele dagen pijn had alvorens in het ziekenhuis te worden opgenomen. Daar werd galblaasontsteking geconstateerd, waarna een operatie volgde. Na de operatie stierf Puig echter aan de gevolgen van een hartaanval.

## Werk
Critici verdelen Puig’s werk vaak in twee groepen: zijn eerste romans, welke een groot publiek aanspraken vanwege de subproducten van de massacultuur die erin waren verwerkt, en zijn latere boeken, die beduidend minder populair zijn en een depressievere kijk van Puig op het leven tonen.
Puig wist mede door zijn ervaring op het gebied van film en televisie een schrijfstijl te creëren waarin elementen uit deze mediums werden verwerkt, zoals het gebruik van meerdere perspectieven tegelijk. Ook maakte hij gebruik van elementen uit de popcultuur zoals soapseries.

### Romans
- 1968: La traición de Rita Hayworth
  - Betrayed by Rita Hayworth, vertaald door Suzanne Jill Levine, Dalkey Archive Press, 2009, ISBN 9781564785305
- 1969: Boquitas pintadas; Seix Barral, 2004, ISBN 9789507314308
  - Heartbreak Tango
- 1973: The Buenos Aires Affair (The Buenos Aires Affair)
- 1976: El beso de la mujer araña; José Amícola, Jorge Panesi, Editors, Fondo De Cultura Economica, 2002, ISBN 9788489666450
  - Kiss of the Spider Woman, reprint Random House, Inc., 1991, ISBN 9780679724490
- 1979: Pubis angelical (Pubis Angelical) Seix Barral, 1979, ISBN 9788432213793
- 1980: Maldición eterna a quien lea estas páginas (Eternal Curse on the Reader of These Pages)
- 1982: Sangre de amor correspondido (Blood of Requited Love)
- 1988: Cae la noche tropical (Tropical Night Falling)

### Toneelstukken en scenario’s
- 1983: Bajo un manto de estrellas. Beatriz Viterbo Editora (1997). ISBN 9789508450609.[dode link]
  - Under a mantle of stars: a play in two acts, Lumen Books, 1985, ISBN 9780930829001
- 1983: El beso de la mujer araña (Kiss of the Spider Woman)
- 1985: La cara del villano
- 1985: Recuerdo de Tijuana